# Jarawares
Els jarawares (també es pot escriure com Jarawara o Yarawara) són un grup indígena que habita al sud de l'estat brasiler d'Amazones, més concretament la zona indígena Jarauara / jamamadi / canamanti, que es troba entre el riu Purus i el riu Juruá. El 2014 eren 271 individus.

## Ubicació
Els Jarauara viuen a la terra indígena Jarawara / Jamamadi / Kanamanti, aprovada el 1998 i situada al centre del riu Purus, a set poblats entre els municipis de Lábrea i Tapauá amb una superfície de 390.233 hectàrees. El territori on han viscut almenys vuitanta anys correspon a un terç del total de la terra indígena, també habitada pels jamamadí / Kanamanti, i inclou regions de terra ferma i de transició a la plana inundable.
El nom de l'ètnia jarawara no apareix, a diferència d'altres grups de la regió, en cap document històric del riu Purus. Per tant, no podem conèixer, a través d’aquest tipus de fonts, l’origen d’aquesta població. D'altra banda, els mateixos indis afirmen provenir de l '"Alto Purus, d'Acre", és a dir, van baixar pel riu fins a arribar a on són avui. Basant-se en informes biogràfics, es va suposar que han viscut a la zona, que ara està aprovada, durant almenys vuitanta anys, però és difícil determinar les dates exactes, ja que la memòria històrica sembla acompanyar la memòria genealògica que, com en molts pobles indígenes, no supera les dues generacions superiors a l’actual. Informen que "els seus avis van dir que els seus avis van dir que" provenien de l'alt riu Purus i es van establir a la regió.

## Idioma
Parlen la llengua jarawara, de la família de llengües arawanes, molt semblant a les llengües (també de la mateixa família) jamamadí i banawá amb qui es comuniquen fàcilment si cal. Tanmateix, l'entonació i la manera de parlar són clarament diferents, sent el jrawara més ràpid i menys nasal que les altres dues llengües. Només dos o tres homes parlen portuguès amb fluïdesa.